# Mreža biblioteka Zapadne Švajcarske
Mreža biblioteka Zapadne Švajcarske (fr. Réseau des bibliothèques de Suisse occidentale; RERO) je osnovalo nekoliko velikih biblioteka 1985. godine, u francuskom govornom području Romandije u zapadnoj Švajcarskoj. RERO je slogovna skraćenica od „Réseau Romand“ („Rimska mreža“).
Do 2020. RERO je uključivao većinu kantonalnih, akademskih, javnih i specijalizovanih biblioteka u Švajcarskoj, uključujući akademske univerzitete biblioteka u Zapadnoj Švajcarskoj, uključujući Ženevu, Fribur i Neušatel. Do 2020. godine, međutim, dve trećine institucija koje učestvuju u RERO prešlo je u konkurentsku mrežu Swisscovery, koja pokriva celu Švajcarsku i uključuje većinu njenih akademskih institucija.

## Spoljašnje veze
- Zvanični veb-sajt